# Naphtali Herz Wessely
Pour les articles homonymes, voir Wessely (homonymie).

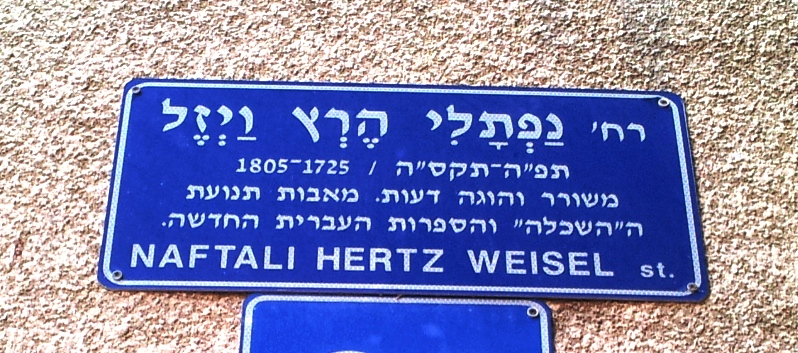
Plaque de rue à Tel-Aviv.

Naphtali Herz Wessely, également appelé Hartwig Wessely, né en 1725 à Hambourg, mort le 28 février 1805 dans la même ville, est un écrivain, philosophe, philologue, poète et éducateur juif allemand, promoteur de la Haskala, le renouveau intellectuel juif aussi appelé les Lumières juives.

## Biographie
La famille de Naphtali Herz Wessely est originaire de Pologne qu'elle a fui en 1648 pour échapper aux massacres de Bohdan Khmelnytsky, et s'est réfugiée à Wesel, qui lui a donné son nom « Wessely ». Naphtali Herz est le fils d'Issachar Ber Wessely et le petit-fils de l'industriel Moses (Moïse) Wesseli, agent consulaire à Hambourg du roi du Danemark,.
Son enfance se déroule à Copenhague, où son père est un fournisseur du roi. Il suit des études rabbiniques dirigées par Jonathan Eybeschutz, et étudie aussi les langues modernes.
Naphtali Wessely entre dans la banque Feitel. Il effectue des voyages et des séjours à l'étranger, notamment à Amsterdam. Il y publie son ouvrage : Liban, ou Gan Na'ul, qui est une recherche philologique sur les racines hébraïques et les synonymes. Bien que prolixe et manquant de rigueur scientifique, cet ouvrage établit la renommée de Wessely.
Il se marie à Copenhague, puis s'installe en 1774 à Berlin, où il représente le roi du Danemark. Il y rencontre Mendelssohn, qui est considéré comme le « père » du renouveau intellectuel juif appelé Haskala ou Lumières juives. Il en devient l'ami et collaborateur. Wessely participe à l'œuvre de traduction de la Bible en allemand, en traduisant successivement le Livre de l'Exode (publié en 1780) et le Lévitique (Berlin, 1782), tous deux accompagnés de commentaires,. Passionné par la Bible, il est particulièrement attiré par le personnage de Moïse et loue ce « père des prophètes, père de la sagesse ».
La banque Feitel ferme en 1780. Wessely éprouve alors des difficultés financières, ayant la charge d'une famille de six enfants. Après un échec dans l'enseignement, il décide de se consacrer entièrement à son œuvre, pour vivre de ses écrits.
Wessely est un fervent partisan des réformes sociales et éducatives, en conformité avec l'Édit de tolérance publié par Joseph II en 1781. Il risque sa réputation religieuse en publiant Dibre Shalom we-Emet, un manifeste en huit chapitres où il préconise vivement l'instruction laïque et d'autres réformes, même touchant à la Loi héritée de Moïse et au Talmud. Cette œuvre est traduite en français sous le titre Instructions salutaires adressées aux communautés juives de l'Empire de Joseph II (Paris, 1792) ; en italien par Elia Morpurgo (Gorizia, 1793), et en allemand par David Friedländer (Berlin, 1798).
Menacé d'exclusion du judaïsme par les autorités rabbiniques allemandes et polonaises pour avoir ainsi épousé le courant réformiste, il en échappe grâce à l'intervention énergique des rabbins italiens, et par son pamphlet Meḳor Ḥen où il montre la sincérité de sa foi juive et sa piété. Il publie en 1788 Sefer ha-Middot, un traité d'éthique jugé de grande valeur morale.
Comme poète, Wessely écrit des odes, des élégies et divers poèmes. Son chef-d'œuvre, admiré de ses contemporains, est Shire Tif'eret où il dépeint l'Exode, en cinq volumes publiés de 1782 à 1829, traduits en allemand et en français.
L'influence de Wessely s'étend à plusieurs domaines. Comme universitaire, par ses recherches philologiques approfondies, il contribue à retrouver la langue de la Bible, malgré la prolixité de ses écrits et son refus des nuances de sens avec les synonymes. Son influence a été essentielle en diffusion de l'hébreu moderne, et il est considéré comme un des chefs de file des « Maskilim », pour sa lutte en faveur de l'émancipation des juifs. En revanche, il a retardé les progrès de l'art pur et de la poésie intuitive.

## Sources bibliographiques
- (en) « Wessely, Naphtali Hirz (Hartwig) », dans Jewish Encyclopedia, 1906 (lire en ligne).
- « Naphtali Herz Wessely (1725-1805) », dans Janine Strauss, La Haskala : les débuts de la littérature hébraïque moderne, Nancy, Presses universitaires de Nancy, 1991 (ISBN 2864804417 et 9782864804413), p. 24-28 [extraits en ligne].